# Siri-bidu
Siri-bidu é uma espécie animal invasora no Brasil, que habita o Oceano Indo-Pacífico. Segundo especialistas, essa espécie chegou ao Brasil pelos portos, na água de lastro de navios cargueiros.
O siri invasor não encontra predadores no litoral brasileiro, e se reproduz rápido, sendo por isso considerado uma ameaça à espécie de caranguejo nativa, sua presa natural.